# Fornaci (Uzzano)
Fornaci è una frazione del comune italiano di Uzzano, nella provincia di Pistoia, in Toscana.

## Storia
È detta anche Fornaci di Santa Lucia. Fino agli anni settanta del XX secolo, avevano sede in loco vari opifici. Il più grande era la Fornace di laterizi Cecchi, di cui è possibile vedere il vecchio forno per la cottura dei mattoni, recentemente restaurato. Altre fabbriche importanti erano la Vetreria Meoni e la Fonderia Rosi. Vi era poi la tessitura Cecchi, che dava lavoro a molte donne della zona.

## Monumenti e luoghi d'interesse

### Architetture religiose
Al centro del nucleo sorge l'oratorio della Visitazione (1826) della famiglia Anzilotti, al cui interno è sepolto Pietro Anzilotti, storico locale autore di una Storia della Val di Nievole (1838). La frazione, data la sua centralità nella zona pedecollinare di Uzzano, è stata scelta per la costruzione della chiesa dei Santi Lucia e Allucio, che ha sostituito dal 2012 la chiesa di Santa Lucia nelle funzioni parrocchiali.

## Infrastrutture e trasporti
Il paese è attraversato dalla strada regionale 435 Lucchese.